# Daniel Donovan
Daniel Juan Donovan Atkins (Buenos Aires, 27 de febrero de 1850 - Ib., 8 de abril de 1913) fue un político argentino que ocupó varios cargos notables, tales como Presidente del Banco de la Provincia de Buenos Aires, Jefe de la Policía de la Capital e interventor federal de la Provincia de San Luis y del entonces Territorio Nacional del Chaco.

## Biografía
Nació en Buenos Aires el 27 de febrero de 1850, en el seno de una familia de origen irlandés. Hijo de Cornelius Donovan Crowley y de Mary Atkins Brown (sobrina del almirante Guillermo Brown), tuvo cinco hermanos de los cuales se destacan Antonio Donovan Atkins, político y militar que llegó a ser Gobernador del Territorio Nacional del Chaco; y Cornelio Donovan, Jefe de la Policía de la Provincia de Buenos Aires.
Estudió en Buenos Aires, donde se formó como abogado.  
Fue presidente del Banco de la Provincia de Buenos Aires entre 1887 y 1889.
Fue Interventor Federal de la Provincia de San Luis en 1893, y del Territorio Nacional de Chaco.
El 7 de agosto de 1890 fue designado como Jefe de la Policía de la Capital, renunciando a dicho cargo el 12 de octubre de 1892. 
Falleció soltero el 8 de abril de 1913 en Buenos Aires.